# 関川 (信越)

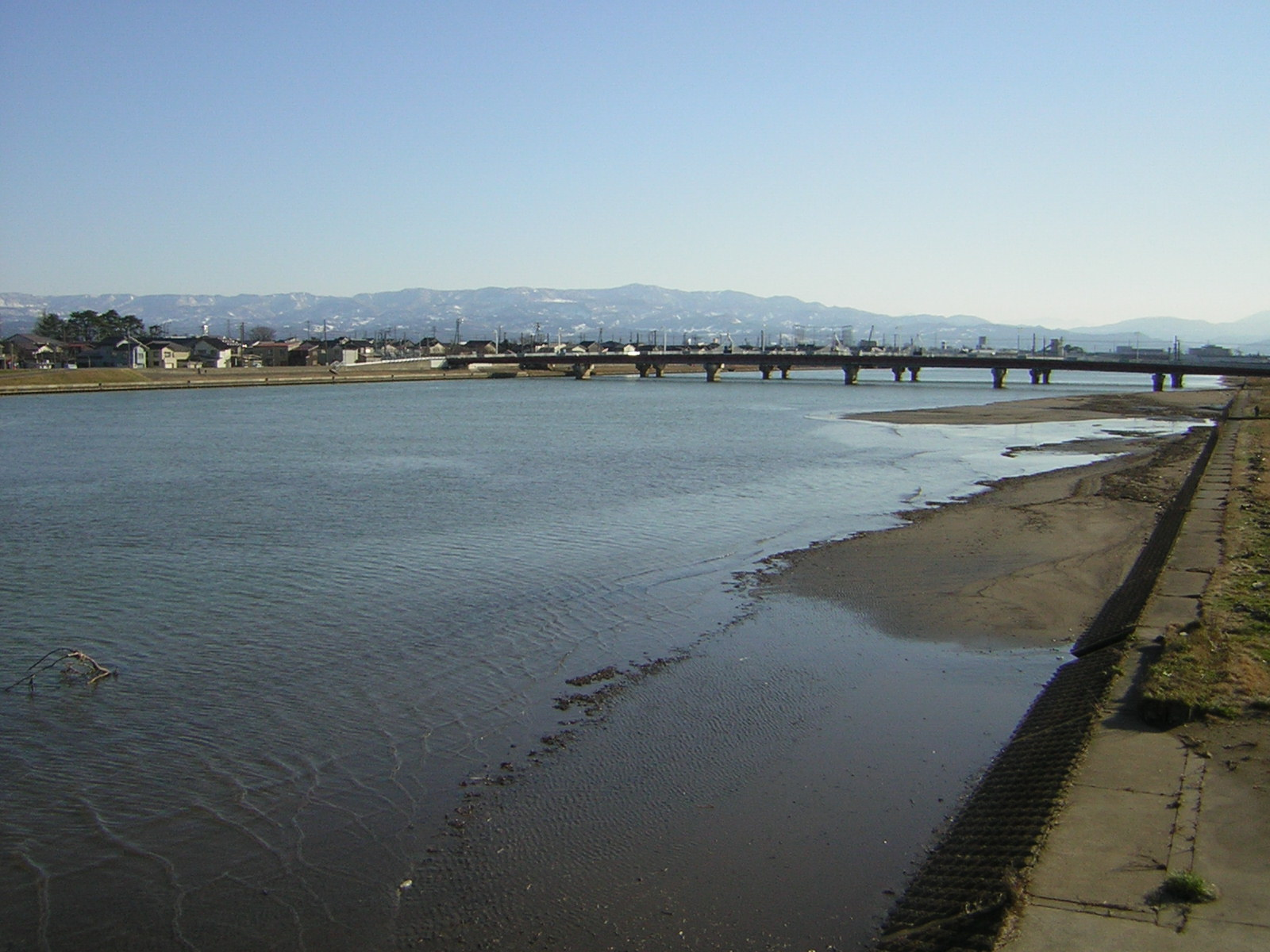
上越市住吉町付近より上流の直江津橋と鉄道橋

関川（せきかわ、せきがわ）は、長野県および新潟県を流れ日本海に注ぐ河川。一級水系の本流。

## 地理
焼山（標高2,400 m）に発し、妙高山南麓を東へ回り込むように流れた後、概ね北流。高田平野を潤し、上越市直江津で日本海に注ぐ。上越市高田の稲田橋以北は荒川とも呼ばれていた。
妙高山南麓の一部では、長野県との県境を成す。河口は保倉川と共有している。

## 名称の由来
諸説があり、定かではない。
- 中頸城郡関川村（現・妙高市関川地区）を流れたので、村の名にちなんで付けられた。
- 「堰き川」（せきかわ）の意味であり、洪水時に河道が土砂で堰き止められ、しばしば氾濫したことにより、関川と呼ばれるようになった。
- 信越国境にあった北国街道の重関所の近くを流れる川ということから[1]。
- 農業用水の利用が盛んで、天正時代に行われた上江用水第一期工事を皮切りに、江戸時代には、ほぼ現在に近い農業用水の利用形態が確立されていた。関川という名は、用水の取水を表す「堰川」から変化した。

## 歴史
- 1675年ころ：保倉川河口を日本海から関川へ付け替え。
- 1960年（昭和35年）：土砂の流入を防ぐため河口を直江津港と分離。
- 1960年（昭和40年）9月18日 : 集中豪雨により関川の堤防が決壊。高田市街地の約4000戸が浸水[3]。
- 1995年（平成7年）7月11日：平成7年水害（通称7.11水害）の発生。

## 流域の自治体
- 長野県
  - 上水内郡信濃町、飯山市、長野市
- 新潟県
  - 妙高市、上越市

## 支流
下流より記載、括弧内は流域の自治体
- 保倉川（上越市）
- 矢代川（上越市、妙高市）
- 太田切川（妙高市）
- 白田切川（妙高市）

## 並行する交通

### 鉄道
- えちごトキめき鉄道妙高はねうまライン（妙高高原駅 - 直江津駅で並行）

### 道路
- 国道18号（北国街道）
- 上信越自動車道

## 橋梁
下流より記載
（日本海） - 荒川橋 - 直江津橋 - 荒川橋梁（信越本線） - 関川大橋（国道8号直江津バイパス） - 謙信公大橋 - 関川橋（北陸自動車道） - 春日山橋 - 上越大橋 - 稲田橋 - 中央橋 - 今池橋 - 高田大橋（国道18号上新バイパス） - 島田橋 - 関川橋梁（北陸新幹線） - 広島橋 - 新関川橋 - 関川橋 - 新保橋 - 川上橋 - 上越商会橋 - 泉橋 - 学校橋 - 瑞穂大橋 - 猿橋 - 大橋 - 妙高中央橋 - 大谷橋 - 住吉橋 - 蔵々橋 - 兼俣橋 - 関川橋梁（北しなの線） - 両境橋 - 一之橋 - 信越大橋 - れいめい橋（上信越自動車道） - 地震滝橋

## 流域の観光地
- 苗名滝
- 妙高山
- 妙高高原
- 乙見湖（笹ヶ峰ダム湖）
- 赤倉温泉
- 斑尾高原（支流の土路川上流）
- 高田城